# The Warsaw Voice
The Warsaw Voice : Multimedia Platform in Poland – polski miesięcznik (a wcześniej tygodnik) wydawany w języku angielskim od października 1988 r., opisujący wydarzenia w Polsce i Europie Środkowej. 
Skierowany jest głównie do obcokrajowców (biznesmenów, przedstawicieli instytucji międzynarodowych) zainteresowanych Polską i regionem. Prezentuje wiadomości polityczne, ekonomiczne i społeczno-kulturalne. Wydawany jest przez Warsaw Voice SA.
Przez kilka pierwszych lat swojej działalności był jedynym czasopismem o Polsce wydawanym w języku angielskim. Po latach został określony „najbardziej autorytatywnym angielskojęzycznym czasopismem wydawanym w Warszawie”.